# Полтавський турбомеханічний завод
Публічне акціонерне товариство «Полтавський турбомеханічний завод» (ПТМЗ) — завод концерну «Укрросметал» у місті Полтаві. Одне з найстаріших підприємств міста, засноване у 1899 році. https://www.facebook.com/share/p/1KxtuysCEK/

## Основні види діяльности
Основними видами діяльности товариства є виробництво продукції технічного призначення: повітряні компресори та компресорні станції та запасні частини до енергоустаткування. Підприємство є одним з основних виробників запасних частин до парових турбін.
Впродовж багатьох років на АТ «Полтавський турбомеханічний завод» успішно розвивається така галузь виробництва, як компресоробудування. Найбільш розповсюдженим і універсальним типом компресорних машин були поршневі компресори. АТ «Полтавський турбомеханічний завод» — є одним із найбільших виробників цієї техніки в СНД. На заводі випускаються повітряні компресори загального призначення для залізничного та комунального транспорту, газові компресори для стиснення парів пропан-бутану, пересувні і переносні компресорні станції і установки, побутові компресори. Всього понад 70 найменувань.
Основними споживачами продукції заводу є електростанції України, підприємства, у яких експлуатуються парові турбіни, будівельно-монтажні організації та инші.

## Розташування
Завод розташований на двох промислових площадках, загальною площею 26,9 га. Перша площадка знаходиться в центральній частині Київського району Полтави i має повне інженерне забезпечення. Друга площадка — Затуринський промвузол — знаходиться в селі Затурине, де розміщене ливарне виробництво з усіма допоміжними службами. Загальна чисельність працюючих на підприємстві — 2307 чоловіки (на 2010 рік) . До структурних підрозділів заводу входять чотири основних цехи по виготовленню запасних частин для турбінного устаткування теплових електростанцій, а також виробництва серійної продукції. Підприємство має допоміжне виробництво: ливарне, ковальсько-пресове, інструментальне, деревообробне, термічні і гальванічні відділення.

## Історія заводу
Завод веде родовід від чавуноливарного заводу купчихи Полякової, побудованого у 1889 році поблизу залізниці Київ — Харків. На той час завод являв собою малу механічну майстерню: в одному приміщенні знаходились вагранка, два ковальських горни, п'ять металорізальних верстатів, двигун потужністю 5 к.с., декілька слюсарних верстаків. Джерелом води був колодязь. Працювало на заводі десять робітників і десять чорноробів. Майстерня спеціалізувалася на ремонті сільгоспінвентарю, візків, млинів, виготовленні деталей до них.
В січні 1918 року завод Полякової був реквізований і на його базі організовані майстерні Губобозу для безробітних. У грудні 1919 року майстерня перетворена на обозну майстерню, на яку покладався ремонт візків, польових кухонь та іншого майна для діючої армії. В майстерні працювало 65 робітників. В період НЕПу в майстерні Губобозу, яка була передана в оренду, працювало 102 робітники і 16 службовців. Незабаром замість майстерні Губобозу була організована артіль «Механік», яка здійснювала ремонт сільськогосподарських машин та інвентарю, виготовляла ліжка.
У 1924 році Губкомом, Губсовнархозом і Спілкою металістів було прийняте рішення про злиття малих металообробних артілей Полтави та створення на цій основі великого машинобудівного комплекса. Як базове підприємство була визначена артіль «Механік». В червні 1924 до «Механіка» була приєднана артіль «Метал» і створене нове підприємство, яке отримало назву «Колектив безробітних при Полтавській біржі праці „Метал“». 1924 рік вважається роком народження заводу «Метал». Першим його директором став Олександр Зиновійович Степанченко.
З 1925 року одним з основних напрямків спеціалізації заводу стали ремонт і модернізація машин і механізмів для трикотажної промисловості. Модернізована ручна круглов'язальна машина «Віленка», виготовлення якої освоїв «Метал», стала першою радянською серійною машиною для трикотажної промисловості, а кругла в'язальна машина-напівавтомат «Полтавка» — першою трикотажною машиною вітчизняної конструкції.
На початку 1927 року завод «Метал» перейшов у систему місцевої промисловості. До нього були приєднані артіль «Мір і ваги», ремонтно-механічна майстерня міськкомунгоспу. 13 жовтня 1927 року секретаріат Губвиконкому затвердив статут Ремонтно-механічного заводу «Метал». Чисельність працівників підприємства зросла до 250. Розпочалася модернізація заводу — будівництво 1-го механічного цеху за проектом інженера Г. П. Баранникова, яке завершилося влітку 1928 року. Одночасно з механічним цехом були побудовані нове приміщення для вагранки, трансформаторна підстанція, термічна піч для цементування деталей, переобладнаний ковальський цех тощо. У серпні 1928 року до заводу приєдналася артіль-майстерня індустріального технікуму (ЧПЗ), після чого чисельність працівників сягнула 350 осіб. На початку 1931 року до заводу приєдналася артіль «Слюсар» (76 робітників), яка також спеціалізувалася на випуску трикотажного обладнання.
18 серпня 1931 року на завод надійшов зразок нової німецької плоскодрукувальної машини для вивчення і налагодження виробництва. Перший друкувальний верстат був виготовлений 1 листопада, а 4 листопада відрегульований і випробований. Так виник другий напрямок спеціалізації заводу — поліграфічне машинобудування.
У серпні 1931 завод Держпланом СРСР включений до переліку ударних будов. Для прискорення процесу модернізації на підприємстві відкрите проектне бюро. Будуються ковальський цех, центральна заводська лабораторія, модельна ділянка, оверлокцех. За роки першої п'ятирічки «Метал» освоїв виробництво чотирьох типів трикотажних і двох типів поліграфічних машин. А до 1940 року в порівнянні з 1925 роком завод збільшив випуск валової продукції у 122 рази, кількість робітників зросла у 23 рази, а продуктивність праці — вдесятеро.
З початком війни завод «Метал» був евакуйований в Саратов. Перший ешелон відбув зі станції Полтава-Київська 14 серпня 1941 року, а на заводській території розташувалася автобронетанкова ремонтна база. В період німецької окупації на території заводу розташовувалися три підприємства, які здійснювали ремонт автомашин, мотоциклів і танків. В період окупації і під час звільнення завод зазнав значних руйнувань: з 39 об'єктів вціліли тільки склад паливно-мастильних матеріалів і лісосушарня. За оцінками радянського уряду сума збитків склала 13,283 млн руб. До травня 1944 року завод не мав чіткого профілю виробництва — виконувались окремі замовлення.
За декілька років «Метал» було відновлено — введено в дію близько 2 тис. кв. м. виробничих площ, здійснена перебудова виробництва. У 1946 році підприємство перейшло в систему Міністерства електростанцій з основною спеціалізацією — виготовлення запасних частин для ремонту і модернізації парових турбін вітчизняних і іноземних марок. У 1948 році завод налагодив виробництво лопаток для 12 різних типів турбін потужністю до 25 тис. кВт, дев'яти типів редукторів, інжекторів Фридмана, маслоочисних машин НСМ-3, а у 1949 — першим в СРСР освоїв серійне виробництво повітряних вимикачів. У 1951 вперше виготовлені великі турбінні лопатки з висадженим хвостом для Київської ТЕЦ-2.
В другій половині 1960-х завод перейшов у відання міністерства енергетики і електрифікації СРСР. У зв'язку з цим значно зріс випуск енергозапчастин, розроблено низку проектів компресорних установок і компресорних станцій. У 1966–1970 роках завод модернізував 166 парових турбін загальною потужністю понад 5136 тис. кВт. У 1971 році була створена і передана Ворошиловградському тепловозобудівному заводу газова турбіна потужністю 2500 к.с. В тому ж році вперше виготовлена велика партія турбінних лопаток на експорт. Надалі продукція турбомеханічного заводу експортувалася в Монголію, Болгарію, Індію, всього у 24 країни світу.
Наказом Міністерства енергетики та електрифікації України за № 55 від 4 березня 1994 року підприємство було перетворено у Відкрите акціонерне товариство «Полтавський турбомеханічний завод». 2010 року ВАТ реорганізовано у Публічне акціонерне товариство «Полтавський турбомеханічний завод».